# وسترنپورت (مریلند)
وسترنپورت (به انگلیسی: Westernport) شهری در ایالت مریلند کشور ایالات متحده آمریکا است که جمعیت آن در سرشماری سال ۲۰۱۰ میلادی، ۱٬۸۸۸ نفر بوده‌است.